# Нижбірківська сільська рада
Ни́жбірківська сільська́ ра́да — адміністративно-територіальна одиниця та орган місцевого самоврядування в Гусятинському районі Тернопільської області. Адміністративний центр — село Нижбірок.

## Загальні відомості
- Територія ради: 17,702 км²
- Населення ради: 1 357 осіб (станом на 2001 рік)

## Населені пункти
Сільській раді підпорядковані населені пункти:
- с. Нижбірок

## Склад ради
Рада складається з 16 депутатів та голови.
- Голова ради: Мушка Іван Іванович
- Секретар ради: Сливяк Марія Миколаївна

### Керівний склад попередніх скликань
| Прізвище, ім'я, по батькові | Основні відомості                                                               | Дата обрання | Дата звільнення |
| --------------------------- | ------------------------------------------------------------------------------- | ------------ | --------------- |
| Шворак Степан Михайлович    | Сільський голова, 1969 року народження, безпартійний                            | 26.03.2006   | 31.10.2010      |
| Демчишин Іван Іванович      | Сільський голова, 1967 року народження, освіта вища, безпартійний               | 31.10.2010   | 02.06.2013      |
| Мушка Іван Іванович         | Сільський голова, 1968 року народження, освіта середня спеціальна, безпартійний | 02.06.2013   |                 |

Примітка: таблиця складена за даними сайту Верховної Ради України

### Депутати
За результатами місцевих виборів 2010 року депутатами ради стали:

#### За суб'єктами висування
| Суб'єкт висування | Кількість обраних депутатів | %   |
| ----------------- | --------------------------- | --- |
| Самовисування     | 16                          | 100 |

#### За округами
| № округу | Прізвище, ім'я, по батькові      | Дата визнання обраним | Освіта  | Партійна приналежність | Відомості про обраного депутата                          |
| -------- | -------------------------------- | --------------------- | ------- | ---------------------- | -------------------------------------------------------- |
| 1        | Слив'як Марія Миколаївна         | 02.11.2010            | вища    | позапартійна           | Нижбірківська сільська рада, секретар                    |
| 2        | Данилевич Ольга Михайлівна       | 02.11.2010            | середня | позапартійна           | Нижбірківський дитячий садік, завідувачка                |
| 3        | Федишин Марія Іванівна           | 02.11.2010            | середня | позапартійна           | Нижбірківська сільська бібліотека, завідувачка           |
| 4        | Кушнір Зіновій Іванович          | 02.11.2010            | середня | позапартійний          | Гусятинське лісництво, лісникс. Целіїв                   |
| 5        | Качан Зоряна Василівна           | 02.11.2010            | вища    | позапартійна           | Нижбірківська загальноосвітня школа, вчитель             |
| 6        | Шимчишин Олександра Іванівна     | 02.11.2010            | середня | позапартійна           | Нижбірківська загальноосвітня школа, завідувачка столови |
| 7        | Куземчак Віра Григорівна         | 02.11.2010            | середня | позапартійна           | Нижбірківський Будинок Культури, художній керівник       |
| 8        | Більська Марія Іванівна          | 02.11.2010            | середня | позапартійна           | Нижбірківська сільська рада, прибиральниця               |
| 9        | Безкоровайна Людмила Ярославівна | 02.11.2010            | середня | позапартійна           | ФірмаАльма-Віта, приймальник молока                      |
| 10       | Бойко Галина Іванівна            | 02.11.2010            | середня | позапартійна           | Нижбірківський Будинок Культури, директор                |
| 11       | Горбова Ольга Миколаївна         | 02.11.2010            | середня | позапартійна           | Нижбірківська сільська рада, головний бухгалтер          |
| 12       | Салата Любов Михайлівна          | 02.11.2010            | середня | позапартійна           | ТзОВАгрофірмаГаличина"’’, бухгалтер                      |
| 13       | Бохна Іванна Іванівна            | 02.11.2010            | середня | позапартійна           | Нижбірківський дитячий садочок, кухар                    |
| 14       | Бойко Ганна Макарівна            | 02.11.2010            | середня | позапартійна           | тимчасово не працює                                      |
| 15       | Вівчар Людмила Ярославівна       | 02.11.2010            | вища    | позапартійна           | Нижбірківська загальноосвітня школа, директор            |
| 16       | Демчишин Зоряна Іванівна         | 02.11.2010            | середня | позапартійна           | Нижбірківська загальноосвітня школа, кухар               |